# Ерні Брандтс
Ерні Брандтс (нід. Ernie Brandts, нар. 3 лютого 1956, Монтферланд) — нідерландський футболіст, захисник. По завершенні ігрової кар'єри — футбольний тренер.
Як гравець насамперед відомий виступами за клуби «Де Графсхап» та ПСВ, а також за національну збірну Нідерландів.
Володар Кубка УЄФА. Дворазовий чемпіон Нідерландів.

## Клубна кар'єра
У дорослому футболі дебютував у 1974 році виступами за команду клубу «Де Графсхап», в якій провів три сезони, взявши участь у 38 матчах чемпіонату.
Своєю грою за цю команду привернув увагу представників тренерського штабу клубу ПСВ, до складу якого приєднався у 1977 році. Відіграв за команду з Ейндговена наступні дев'ять сезонів своєї ігрової кар'єри. Більшість часу, проведеного у складі ПСВ, був гравцем захисту основного складу команди.
Згодом з 1986 до 1991 року грав у складі команд клубів «Рода», МВВ та «Жерміналь-Беєрсхот».
Завершив професійну ігрову кар'єру у клубі «Де Графсхап», у складі якого вже виступав раніше. Увійшов до складу команди 1991 року, захищав її кольори до припинення виступів на професійному рівні у 1992.

## Виступи за збірну
У 1977 році дебютував в офіційних матчах у складі національної збірної Нідерландів. Протягом кар'єри у національній команді, яка тривала 9 років, провів у формі головної команди країни 28 матчів, забивши 5 голів.
У складі збірної був учасником чемпіонату світу 1978 року в Аргентині, де разом з командою здобув «срібло», чемпіонату Європи 1980 року в Італії.

## Кар'єра тренера
Розпочав тренерську кар'єру, повернувшись до футболу після тривалої перерви, у 2005 році, очоливши тренерський штаб клубу «Волендам».
Протягом 2006—2008 років був головним тренером команди «НАК Бреда». В подальшому працював з клубними командами в Ірані та Руанді.

## Титули і досягнення
- Володар Кубка УЄФА (1):

«ПСВ»: 1977–78
- Чемпіон Нідерландів (2):

«ПСВ»: 1977–78, 1985–86
- Віце-чемпіон світу: 1978